# Mr. Jones at the Ball
Mr. Jones at the Ball è un cortometraggio muto del 1908 diretto e sceneggiato da David W. Griffith. Il film, interpretato da John R. Cumpson, Florence Lawrence e Mack Sennett, venne prodotto dall'American Mutoscope and Biograph Company che lo distribuì nelle sale il 25 dicembre 1908. È il primo film della serie dedicata a Mr. Jones .

## Produzione
Il film fu prodotto dall'American Mutoscope & Biograph.

## Distribuzione
Il copyright del film, richiesto dall'American Mutoscope and Biograph Co., fu registrato il 17 dicembre 1908 con il numero H120041.
Distribuito dall'American Mutoscope & Biograph, il film - un cortometraggio di otto minuti - uscì nelle sale cinematografiche USA il 25 dicembre 1908.
Copia della pellicola esiste ancora ed è stata riversata in DVD per il mercato dell'Home Video.